# Cryptanura femorator
Cryptanura femorator là một loài tò vò trong họ Ichneumonidae.